# Nabeshima Naotora
Nabeshima Naotora est un nom japonais traditionnel ; le nom de famille (ou le nom d'école), Nabeshima, précède donc le prénom (ou le nom d'artiste).
Nabeshima Naotora (鍋島 直虎, 15 mars 1856-30 octobre 1925) est le 11e et dernier daimyō du domaine d'Ogi dans la province de Hizen, île Kyūshū au Japon. Avant la restauration de Meiji, son titre de courtoisie est Kii-no-kami et son rang de cour 5e inférieur (ju go i no ge, 従五位下).

## Biographie
Naotora est le 7e fils de Nabeshima Naomasa, daimyō du domaine de Saga. Comme Nabeshima Naosuke, 10e daimyō d'Ogi, n'a pas de fils, il adopte Naotora qui a épousé sa fille unique, Haruko. Naotora devient daimyō à la mort de son beau-père en 1864.
La guerre de Boshin de la restauration de Meiji commence seulement quatre ans plus tard, et il est appelé à diriger les forces du domaine d'Ogi contre les restes des Tokugawa à Akita dans le nord du Japon. Pour sa loyauté envers le nouveau gouvernement et ses efforts pendant la guerre, les revenus du domaine d'Ogi sont relevés à 5 000 koku en août 1869. Cependant, cette récompense n'est que symbolique puisque, avec l'abolition du système han, le titre de daimyō est aussi aboli et Naotora est nommé gouverneur de domaine. Ce titre est également supprimé en 1871 quand le domaine d'Ogi devient une partie de la nouvelle préfecture de Saga.
Naotora quitte le Japon avec son frère ainé Nabeshima Naohiro en 1873 pour étudier en Grande-Bretagne et ne rentre au Japon qu'en 1882. Pendant son séjour en Angleterre, beaucoup de ses anciens obligés périssent au cours de la rébellion de Saga et il se trouve en défaveur auprès du nouveau gouvernement de Meiji. Cependant, grâce aux efforts de son frère Naohiro après son retour au pays, il reçoit le titre de shishaku (vicomte) dans le cadre du nouveau système de pairie mis en place au Japon.
Il sert ensuite comme conseiller du ministère des Affaires étrangères et membre de la Chambre des pairs à la Diète du Japon.

## Source de la traduction
- (en) Cet article est partiellement ou en totalité issu de l’article de Wikipédia en anglais intitulé « Nabeshima Naotora » (voir la liste des auteurs).